# Poetas de Black Mountain
Os poetas de Black Mountain  ( Black Mountain poets),  também conhecidos  como poetas projetivistas (projectivist poets), foram um grupo de poetas dos Estados Unidos do período pós Segunda Guerra Mundial, mais especificamente surgido nos anos de 1950, sendo considerados poetas pertencentes a uma segunda onda de poetas vanguardistas ou pósmodernos, reunidos em torno do Black Mountain College,  uma universidade experimental da Carolina do Norte que colocava em prática a pedagogia de John Dewey e onde atuavam como professores nomes como William Carlos Williams e John Cage.

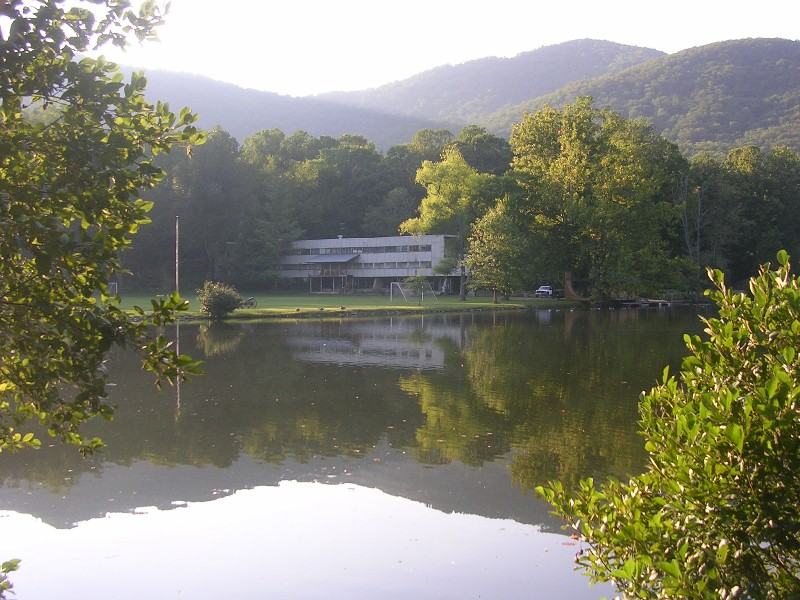
Parte do campus do Black Mountain College.

Em 1950, Charles Olson publicou seu ensaio, verso projetivo. Olson procurava no poema uma forma mais adequada ao conteúdo. Esta forma era para ser baseado na linha, sendo cada linha uma unidade de respiração. Ou seja, era uma poesia para ser falada, recitada, declamada. Este método é semelhante ao adottado por Allen Ginsberg e tem relação com a prosódia bop de Jack Kerouac.  Este ensaio se tornou uma espécie de manifesto de fato para os poetas de Black Mountain.
Somando-se a Olson, os poetas mais associados ao grupo de Black Mountain incluem Larry Eigner, Robert Duncan, Ed Dorn, Paul Blackburn, Hilda Morley, John Wieners, Joel Oppenheimer, Denise Levertov, Jonathan Williams and Robert Creeley.
Nos anos 1950 ainda, estabeleceu-se um intercâmbio entre estes poetas e os poetas de Berkeley.  Essa ligação deu-se através de Robert Duncan, que lecionou no Black Mountain College e Robert Creeley, e os poetas de San Francisco começaram a publicar poemas em revistas daquela universidade. Isto favoreceu o florecimento da chamada Renascença de São Francisco, na qual tiveram importante paticipação os poetas da Geração Beat.